# 川 (名古屋市)
川（かわ）は、愛知県名古屋市守山区の地名。

## 歴史

### 地名の由来
『尾張国地名考』は徒士川（かちがわ）の端に位置することによるとする。

### 沿革
- 1889年（明治22年）10月1日 - 東春日井郡川村が合併により、同郡二城村大字川となる[3]。
- 1906年（明治39年）7月16日 - 合併により、東春日井郡守山町大字川となる[3]。
- 1954年（昭和29年）6月1日 - 市制施行により、守山市大字川となる[3]。
- 1963年（昭和38年）2月15日 - 合併により、名古屋市守山区大字川となる[3]。
- 1973年（昭和48年） - 一部が守山区川上町・白沢町・城土町・高島町・松坂町にそれぞれ編入される[2]。
- 1978年（昭和53年） - 一部が守山区川北町・川宮町・川村町・西川原町・森宮町にそれぞれ編入される[2]。

### 字一覧
1932年（昭和7年）発行『明治十五年愛知県郡町村字名調』による東春日井郡川村の字一覧。
- 高田（こうた）[4]
- 鴻巣（こうす）[4]
- 西川原（にしかわら）[4]
- 東島（ひかししま）[4]
- 山際（やまきわ）[4]
- 小坂（こさか）[4]
- 東山（ひかしやま）[4]
- 欠下（かけした）[4]
- 川脇（かわわき）[4]
- 柳原（やなきはら）[4]
- 村合（こうあい）[4]
- 西島（にししま）[4]
- 川田（かわた）[4]
- 大門（たいもん）[4]
- 元宮（もとみや）[4]
- 四丁畑（しちょうはた）[4]
- 板橋（いたはし）[4]